# Acrodontis tsinlingensis
Acrodontis tsinlingensis is een vlinder uit de familie van de spanners (Geometridae). De wetenschappelijke naam van de soort is voor het eerst geldig gepubliceerd in 1958 door Beyer.

## Type
- holotype: "male, 10.10.1935, leg. H. Höne"
- instituut: ZFMK, Bonn, Duitsland
- typelocatie: "China, Sued Shensi, Tapaishan im Tsinling"